# Jiří Arvéd Smíchovský
Jiří Arvéd Smíchovský, též psán Arvét, (2. května 1898 Praha – 22. ledna 1951 Mírov) byl údajný zednář, černý mág, spolupracovník Sicherheitsdienstu a později i Státní bezpečnosti. Byl rozporuplnou postavou českých moderních dějin a osobností českého hermetismu.

## Dětství a mládí
Narodil se v rodině továrníka Václava Rudolfa Smíchovského (* 1869 v Praze) a jeho manželky Růženy, rozené Rožánkové (* 1874 v Třebíči). Měl tři sestry, z nichž dvě zemřely v dětském věku.
Měšťanská rodina Smíchovských, která měla v Praze více než dvousetleté kořeny, byla silně katolicky zaměřena a patřila k pražské honoraci. Jeho rodiče zakoupili dům U zlaté lodě, kde jeho otec Václav Rudolf Smíchovský[ujasnit] zřídil dílnu na výrobu tiskařského náčiní a prodejnu potřeb pro tiskaře. Dům, ve kterém byla shromážděna řada uměleckých předmětů a cenných knih, navštěvovala pestrá společnost, od malíře Maxe Švabinského po generála Gajdu.

Dům U zlaté lodě
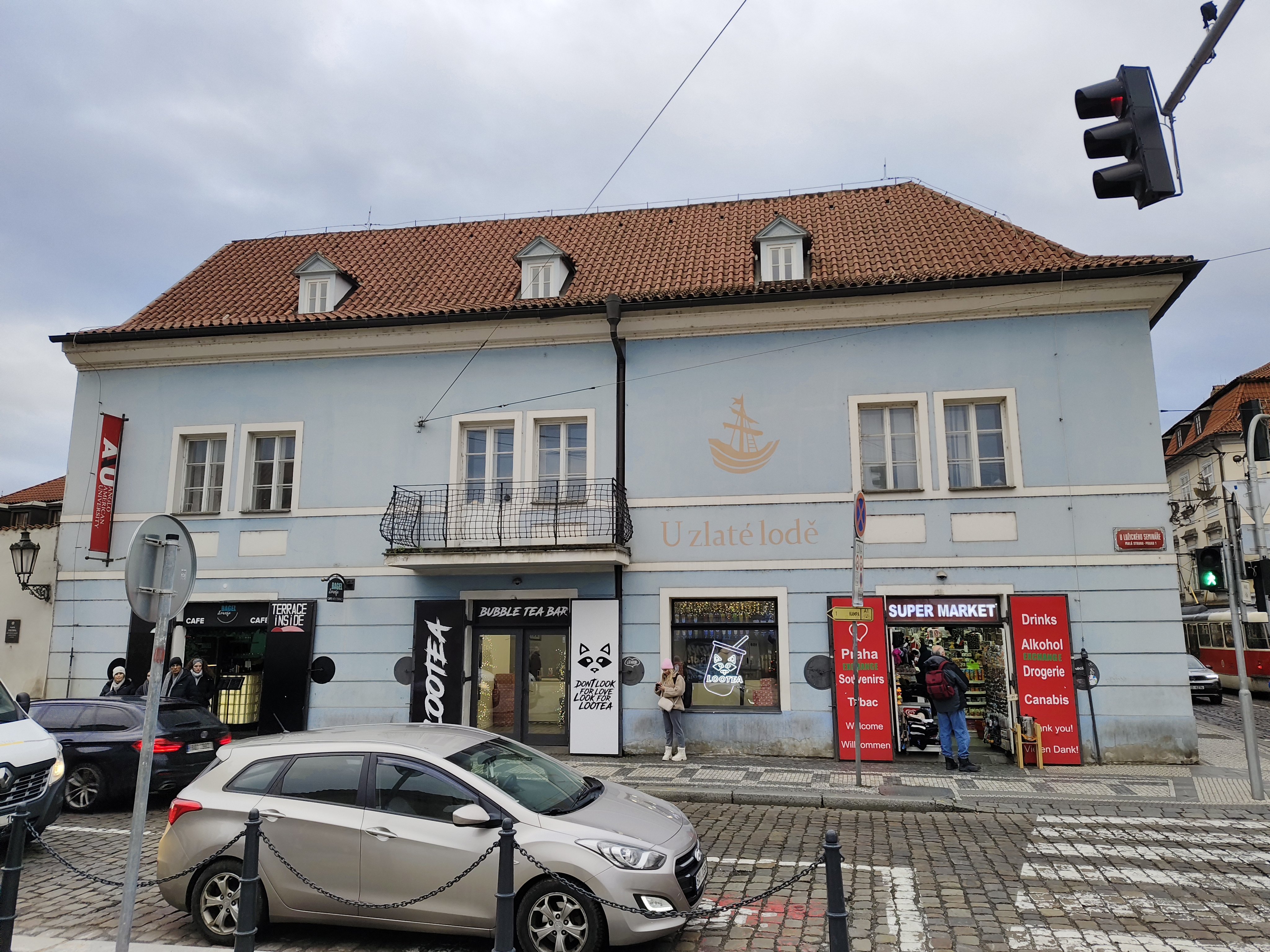
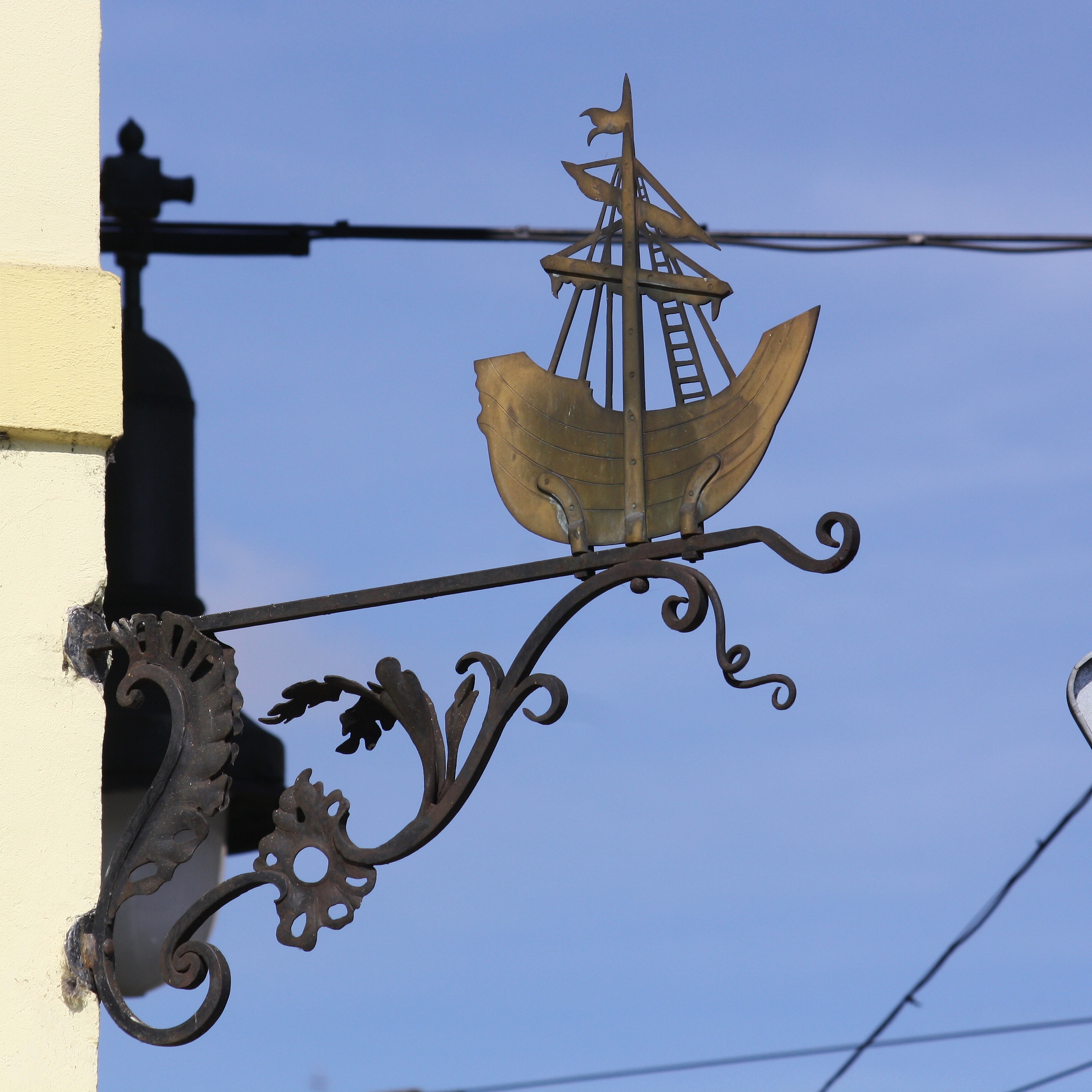
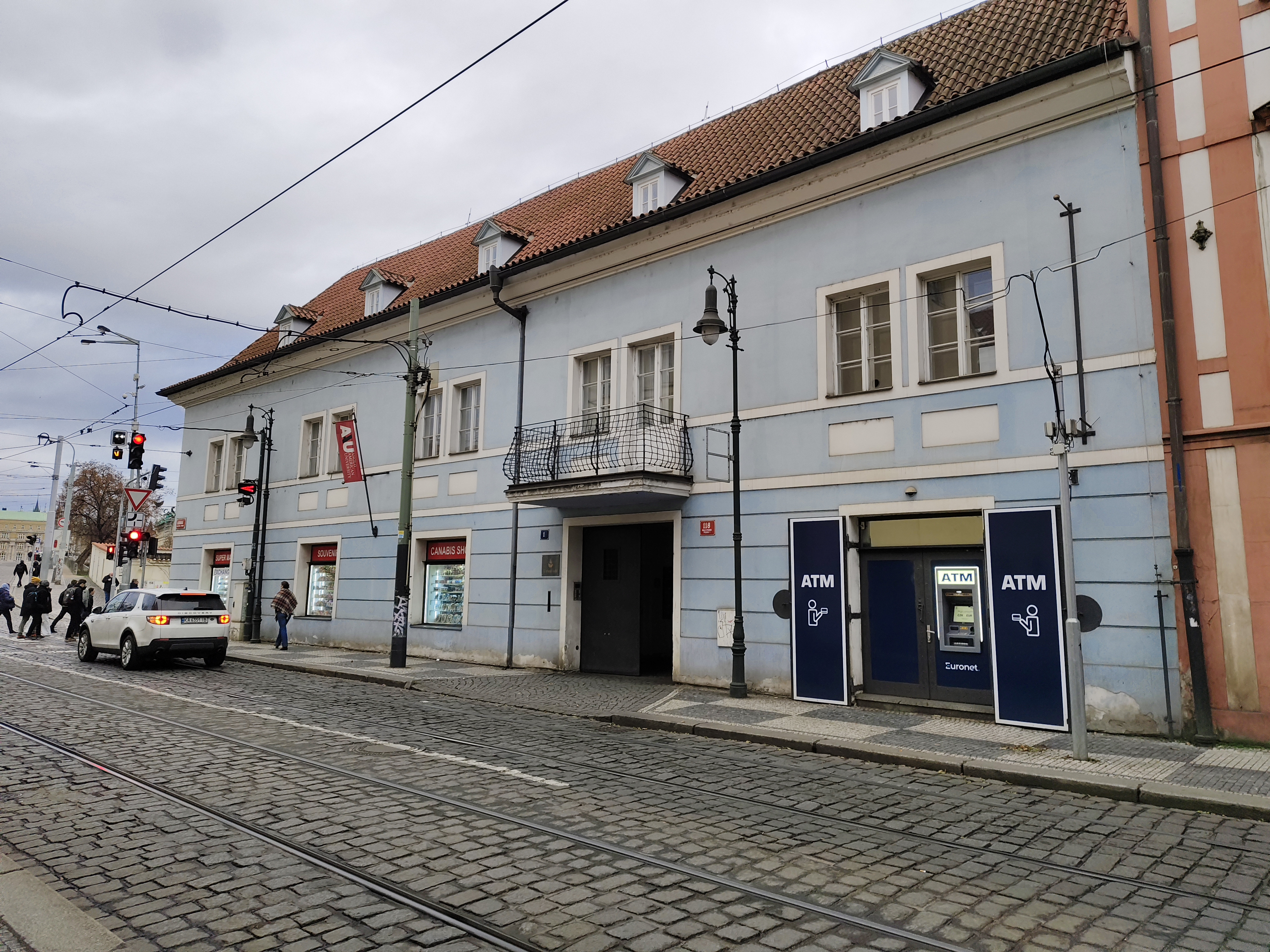

Jiří Smíchovský navštěvoval obecnou školu u sv. Jiljí na Uhelném trhu a od roku 1916 studoval práva na pražské německé univerzitě, protože rodina byla spíše německojazyčná.

## První světová válka
Studium práv nedokončil, neboť byl mobilizován do rakousko-uherské armády a v hodnosti poručíka sloužil na italské frontě. Brzy po nasazení na frontě, kde plnil úlohu zpravodajského důstojníka, dezertoval, ukrýval se v klášteře u Pisy a nakonec byl zajat a internován v zajateckém táboře. Tam vstoupil do československých legií a zřejmě i do služeb italské zpravodajské služby, pro kterou pracoval až do 30. let 20. století.

## Další studia
Po první světové válce v roce 1920 dokončil studia práv, a potom studoval teologii na římském semináři Collegium Germanicum a filozofii na univerzitě ve francouzském Toulouse.

## První republika
Do Československa se Jiří Arvéd Smíchovský vrátil v roce 1929. Měl doktoráty z práv, teologie a filozofie a ovládal češtinu, němčinu, francouzštinu, italštinu, latinu, klasickou řečtinu a hebrejštinu. Začal se zajímat o okultní nauky a kabalu. Několikrát přednášel v hermetickém spolku Universalia, stýkal se se svobodnými zednáři, zároveň byl ale členem Národní obce fašistické, kam vstoupil v roce 1934. Předtím byl krátce členem sociální demokracie, České strany národně socialistické i Československé strany lidové. Ve třicátých letech hojně navštěvoval pražské vinárny a jeho dluhy zpravidla platila matka. Ke skupině, navštěvující pražské vinárny, jejímž jakýmsi neformálním vůdcem byl, patřil i František Kabelák, znalec magie, který s ním praktikoval magické pokusy. Kvůli Smíchovského členství v Národní obci fašistické a jeho homosexuální orientaci se o něj zajímala i pražská policie. Stýkal se i s dalším znalcem magie a okultismu Janem Keferem, za kterým docházel na jeho pracoviště, do knihovny Národního muzea. Smíchovský krátce působil jako asistent archeologického oddělení Pražské německé univerzity a publikoval v esoterickém časopise Logos.

## Druhá republika a Protektorát
Během druhé republiky, poté co byl demobilizován od útvaru na Podkarpatské Rusi, se Smíchovský radikalizoval a účastnil se i pokusu o obsazení Lidového domu a útoku proti Vinohradské synagoze, která byla největší synagogou v Praze. Podle policejní zprávy se chtěl především zmocnit zde uložených knih a rukopisů. Hned na začátku okupace začal spolupracovat s německou tajnou službou Sicherheitsdienst (SD) a stal se, údajně nedobrovolně, jedním z jejích nejhorlivějších agentů. Pro SD zpracovával v univerzitní knihovně zednářskou literaturu, materiály týkající se Sokola, protirakouské odbojové organizace Maffie a okultních společností v Čechách. Během protektorátu používal německou verzi svého jména, podepisoval se Georg Arwed Smichowski. Přesto, že informace poskytoval přímo úřadovně SD v Opletalově (za protektorátu Beethovenově) ulici a měl zde i svoji vlastní kancelář, byl během války třikrát nacisty vězněn. Poprvé od srpna do prosince 1941, podruhé od září 1944 do dubna 1945 a potřetí od 1. května 1945 do konce okupace. Poslední zatčení zřejmě připravil sám, když při domovní prohlídce odcizil záměrně prsten a domníval se, že ve vězení na Pankráci unikne zúčtování s kolaboranty.

Jiří Arvéd Smíchovský v proměnách času I.
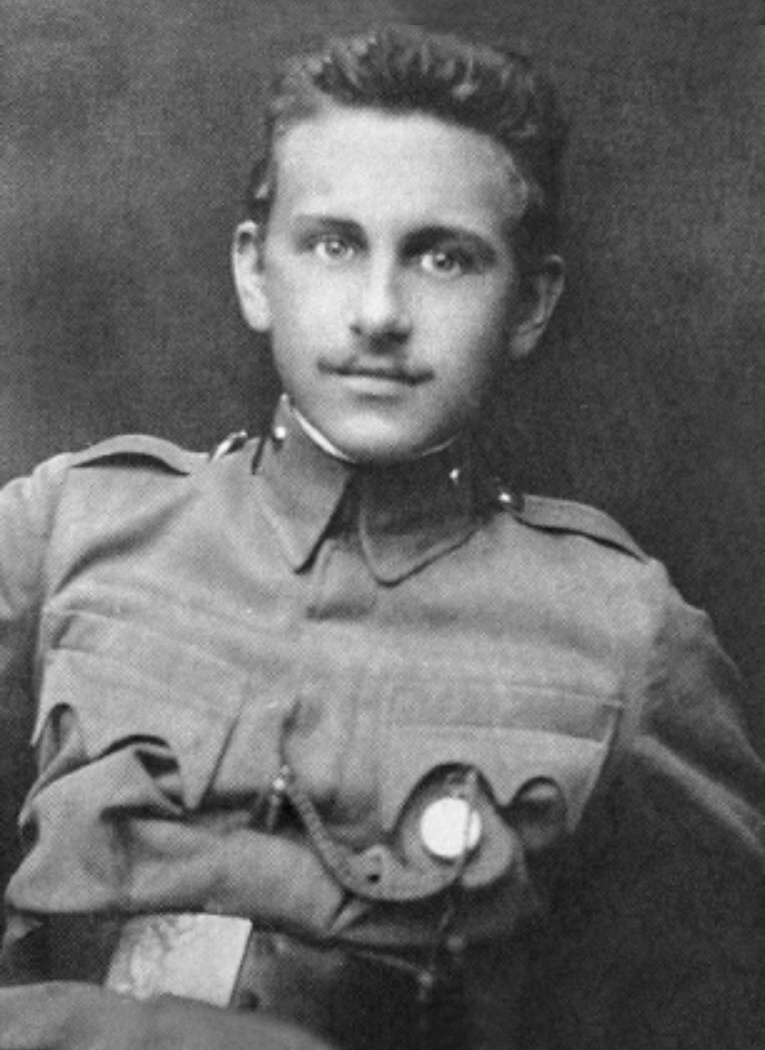
V první světové válce
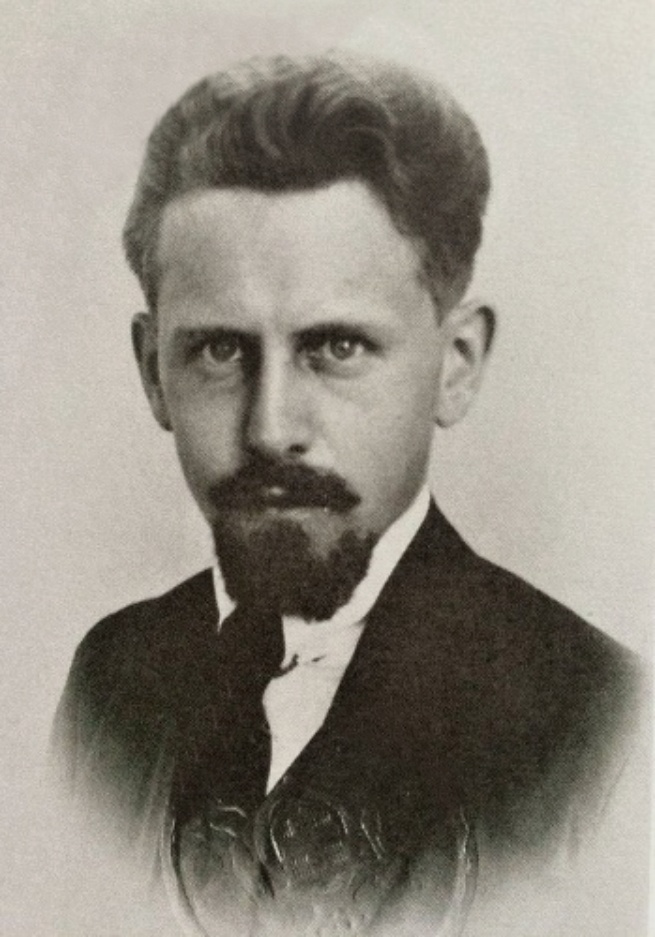
Během vysokoškolských studií
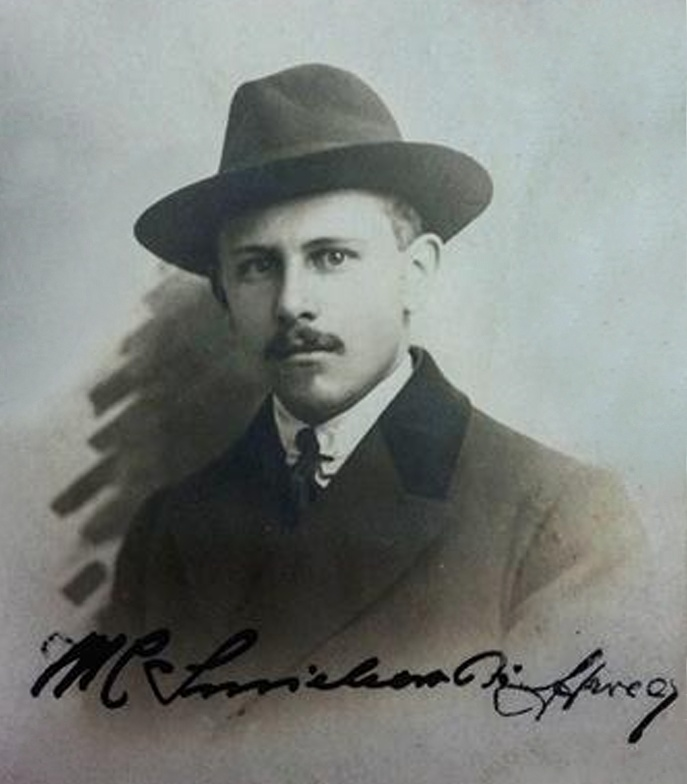
Na cestovním pase

## Vězení a spolupráce s StB

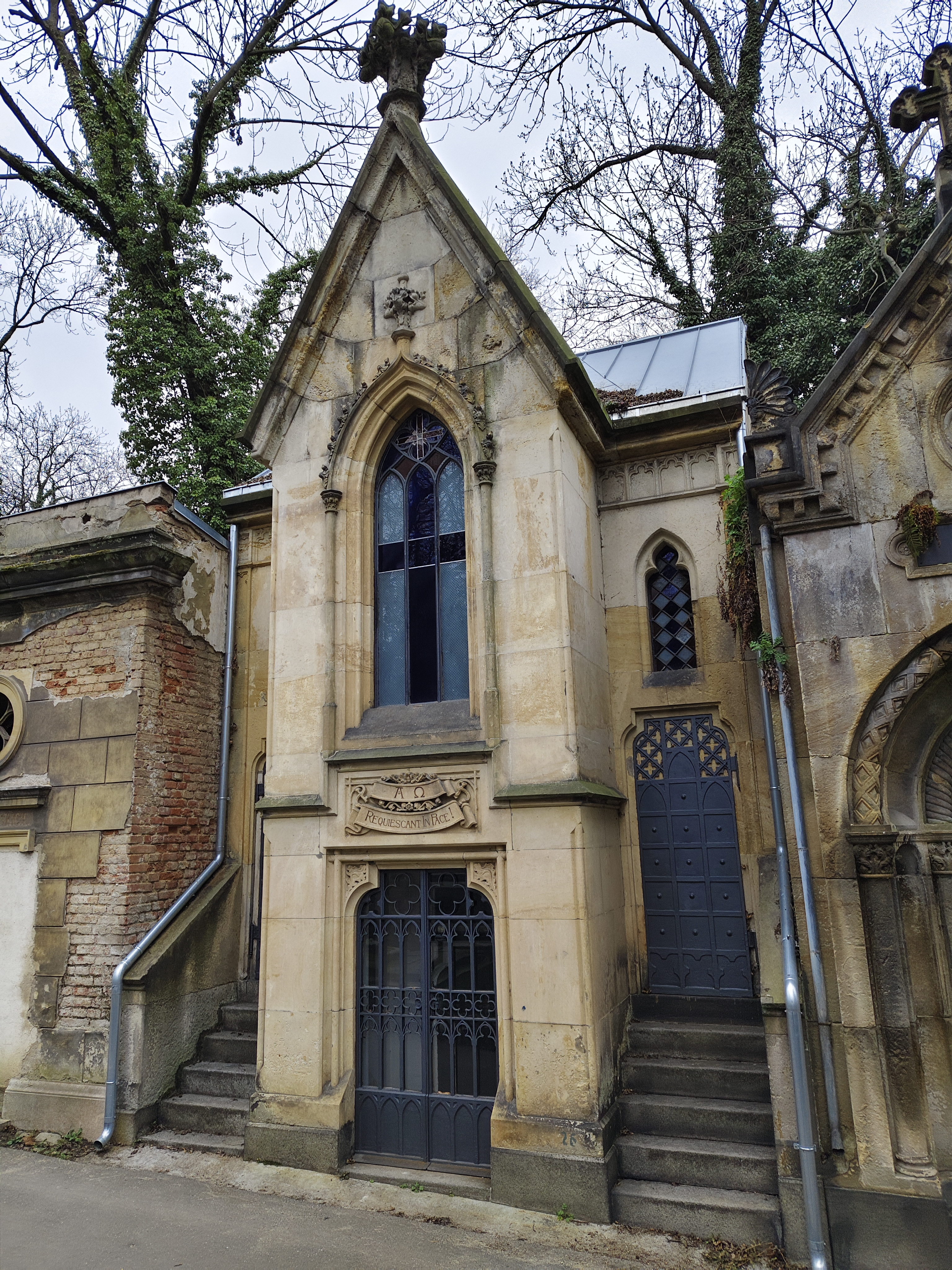
Rodinná hrobka Smíchovských na Olšanských hřbitovech v Praze

Dne 15. května 1945 byl Smíchovský zatčen a obžalován na základě retribučních zákonů ze zločinů proti státu a z udavačství. Ještě v květnu 1945 byl vyslýchán II. odborem Zemské bezpečnosti a později Státní bezpečností, která se snažila vytěžit všechny spolupracovníky nacistických tajných služeb. Během soudu, který začal 29. dubna 1947 v Praze, odmítl obhájce a před retribučním soudem se hájil sám. Několik svědků potvrdilo, že jim během protektorátu pomohl, nebo i zachránil život, ale jeho služby pro Sicherheitsdienst byly rozsáhlé a nepopíratelné. Tvrzení, že ke spolupráci byl donucen, soud neuvěřil a Smíchovský byl v květnu 1947 odsouzen na doživotí. Po odsouzení byla jeho rozsáhlá knihovna z větší části zabavena. Vězněn byl na Pankráci, v kamenolomu Dolní Bříza, od dubna 1949 v Plzni na Borech a nakonec na Mírově.
Mezi vězni nebyl oblíben a několikrát byl napaden, zřejmě se snažil spolupracovat s vězeňskou správou a donášel na vězně Státní bezpečnosti. Byl využíván jako svědek, mnohdy velmi sporný, v politických procesech a v procesech proti příslušníkům a agentům Sicherheitsdienstu a gestapa. Na Mírově měl díky tomu vlastní celu a byl jakýmsi prominentním vězněm Státní bezpečnosti. Podle svědectví spoluvězňů se snažil v cele praktikovat černou magii. Údaje o jeho smrti se rozcházejí, podle jedné verze spáchal sebevraždu, podle jiné zemřel na otravu krve poté, co si sám provedl obřízku, podle další byl na příkaz StB zavražděn dozorcem, který udeřil Smíchovského tak silně, že mu způsobil zranění páteře, na které po několika dnech zemřel. Pohřben byl na vězeňském hřbitově na Mírově do hrobu číslo 301. Hřbitov byl zrušen a na jeho místě je dnes park. Na pražských Olšanských hřbitovech je k nalezení rodinná hrobka Smíchovských, kde je uložena Arvédova sestra PhDr. Blanka Čvančarová (rozená Smíchovská; * 1899 nebo 1904 – 1988).

Jiří Arvéd Smíchovský v proměnách času II.
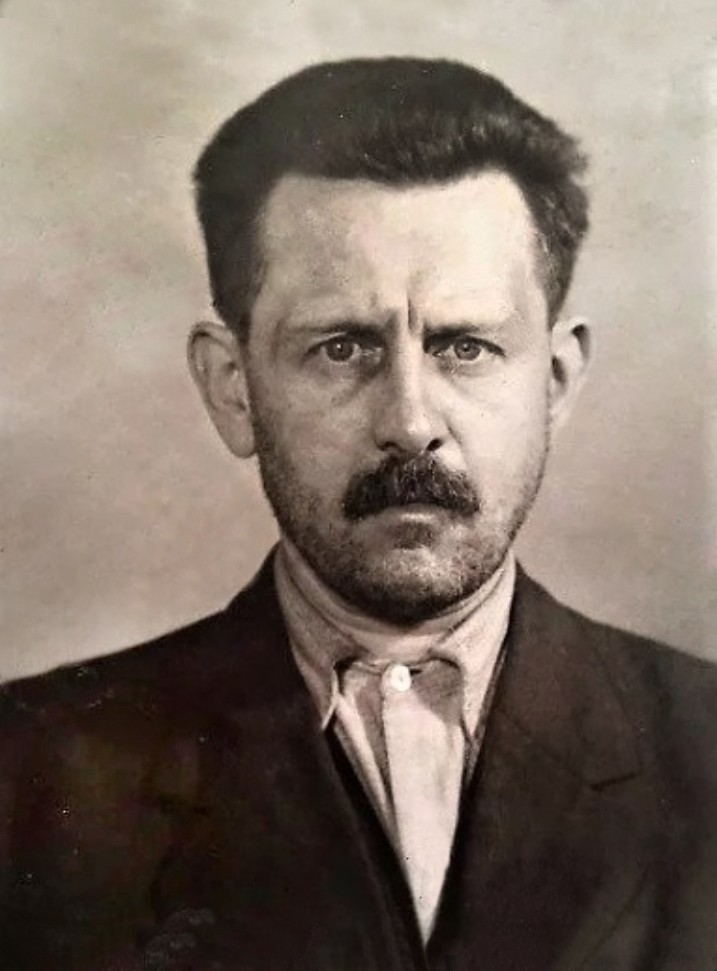
Vězeňská fotografie (1945)
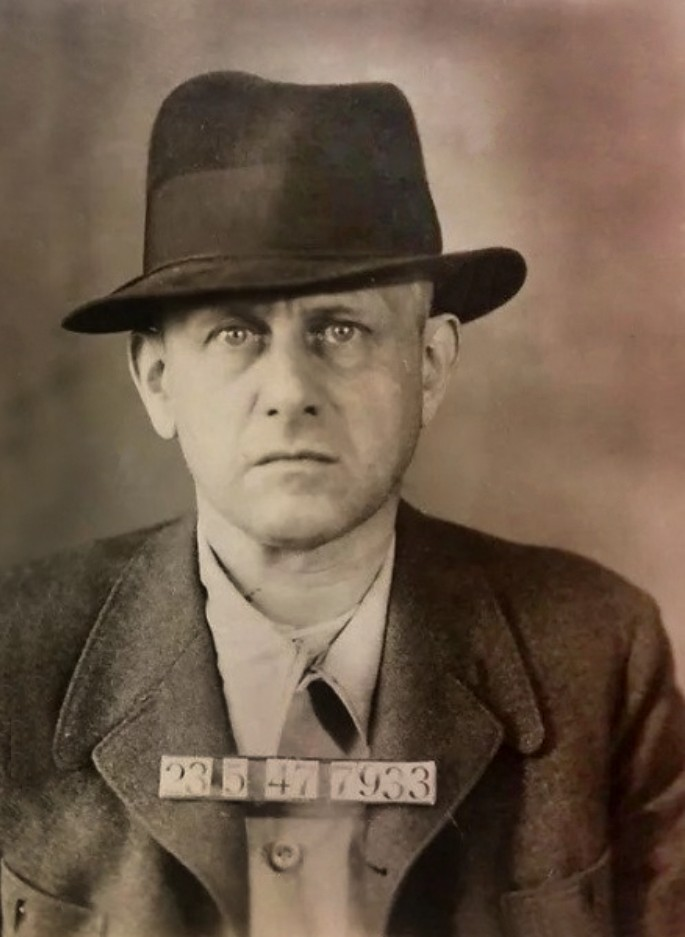
Vězeňská fotografie (1947)
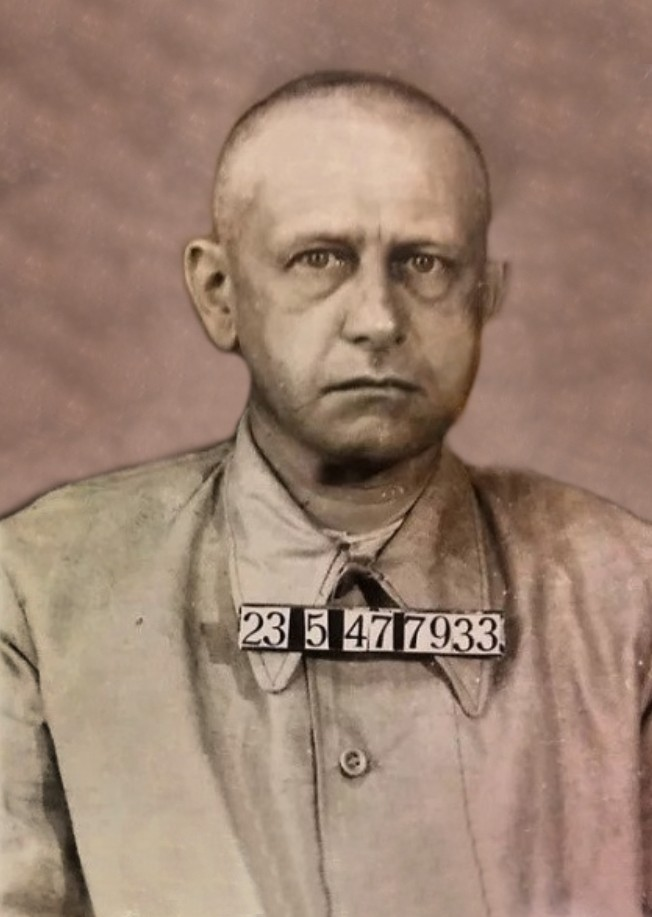
Vězeňská fotografie (1947)

## Odraz v kultuře
V roce 2022 vzniklo psychologické a mysteriózní filmové drama Arvéd režiséra Vojtěcha Maška, který spolu s Janem Poláčkem napsal scénář. Film byl inspirován životním příběhem Jiřího Arvéda Smíchovského a vychází z Poláčkovy knihy Malostranský ďábel. Titulní roli ztvárnil Michal Kern a za tuto roli dostal v roce 2023 ocenění Český lev. Jeho protivníka, vyšetřovatele Státní bezpečnosti Štěpána Plačka, si zahrál Saša Rašilov. Světová premiéra proběhla 3. srpna 2022 na Letní filmové škole v Uherském Hradišti.